# Sagittallaut
Ein Sagittallaut oder Sagittal (lat.: sagitta „Pfeil“)  ist ein zentraler Laut. Eine andere Bezeichnung ist Median-Laut. Die Bezeichnung rührt von der Lage der Überwindungsart des Lautes: diese erfolgt auf der Sagittallinie (der Pfeilnaht) des Schädels.
Im Deutschen sind alle Laute Sagittale, außer den lateralen l-Lauten und den vibranten r-Lauten.